# 龐斯達國家公園
龐斯達國家公園位於泰国沙繳府，面積844平方公里，於1982年2月22日成立，為泰國第41個國家公園。龐斯達國家公園與考艾国家公园、他蘭國家公園、達帕雅國家公園，以及東艾野生生物保護區組成東巴耶延山－考愛山森林保護區，2005年獲聯合國教科文化組織通過成為世界遗产。

## 地理

### 地形
龐斯達國家公園位於山甘烹山脈南側，園區內大部分為複雜且陡峭的地形，海拔從100至1,000公尺，大致上為北高南低，區內由多種森林覆蓋，包括潮濕常綠森林（moist evergreen forest）、乾燥常綠森林（dry evergreen forest）、混合落葉森林（mixed deciduous forest）、山丘常綠林（hill evergreen forest），整體森林覆蓋率為94.8%。區內有多條小溪，這些小溪匯集後成為挽巴功河（Bang Pakong River），向南流入泰國灣。

### 氣候
龐斯達國家公園屬於熱帶草原氣候，國家公園所在的沙繳府，1991－2020年平均年雨量為1,667公厘。一年當中可分為雨季、乾季、熱季：雨季一般從五月中旬至十月中旬，此時由於西南季風吹拂，天氣為潮濕多雨；乾季一般從十月中旬至隔年二月中旬，此時盛行東北季風，天氣涼爽乾燥；熱季一般由二月中旬至五月中旬，此時天氣悶熱，通常一年當中最熱的月份為四月。

## 生態
龐斯達國家公園以蝴蝶聞名，區內約有400種蝴蝶，最佳觀賞蝴蝶的季節為五月至七月，在其他的月份需在水坑、潮濕的地面、河流附近較容易發現蝴蝶蹤跡。園區內常見的蝴蝶包括文蛺蝶、白長尾小灰蝶等。公園內已發現約200種鳥類，絕大部分均屬於无危物种，另大灰啄木鸟為易危物種。
公園內的保育類動物以哺乳动物居多，瀕危物種有亚洲象，爪哇野牛、印度支那虎、大斑靈貓、豺、戴帽長臂猿；易危物種有水鹿、印度野牛、印支長鬃山羊、马来熊、亞洲黑熊、雲豹、熊狸、短尾猴、北方豚尾獼猴。
公園內的保育類植物主要為龙脑香科，包括極危物種Dipterocarpus baudii；瀕危物種Dipterocarpus dyeri、Anisoptera costata、Shorea henryana、Hopea ferrea；易危物種纤细龙脑香、Dipterocarpus alatus、Shorea roxburghii、羯布罗香、香坡壘樹。另有豆科瀕危物種緬茄；易危物種交趾黄檀。

### 盜採與保育
龐斯達國家公園多年來飽受盜採林木之苦，盜採者的主要目標為被IUCN紅色名錄列為易危物種的交趾黄檀，這種珍貴的木材曾在中國以每立方公尺一萬美元的價格出售。
1982年2月22日，泰國政府公報公告成立龐斯達國家公園，為泰國第41個國家公園。2005、2006年皇家森林局與泰國鱷魚管理協會發起一項保育計畫，在公園裡野放20隻暹羅鱷，根據IUCN紅色名錄，暹羅鱷為極危物種。

## 世界遺產登錄
2005年7月，第29屆世界遺產委員會於南非德班召開，由泰國申報的項目「東巴耶延山－考愛山森林保護區」經大會通過，成為泰國第二個自然遺產，龐斯達國家公園於名單之中，編號為590-003。
该世界遗产被认为满足世界遺產登錄基準中的以下基準而予以登錄：
- （x）拥有最重要及显著的多元性生物自然生态栖息地，包含从保育或科学的角度来看，符合普世价值的濒临绝种动物种。

| 世界遺產編號 | 名稱           | 所在地              | 保護範圍   |
| ------------ | -------------- | ------------------- | ---------- |
| 590-003      | 龐斯達國家公園 | 14°5'0"N 102°10'0"E | 84,400公頃 |

## 旅遊
龐斯達國家公園設有遊客中心，可自行駕車或由沙缴市搭乘巴士抵達。入場費外國人成人為200泰銖、小孩100泰銖；泰國人成人40泰銖、小孩20泰銖。從遊客中心有一條主幹道通往國家公園內部，可供遊客步行，途中有多個瀑布、露營區、觀賞蝴蝶區。國家公園外有數個度假村。

## 圖集

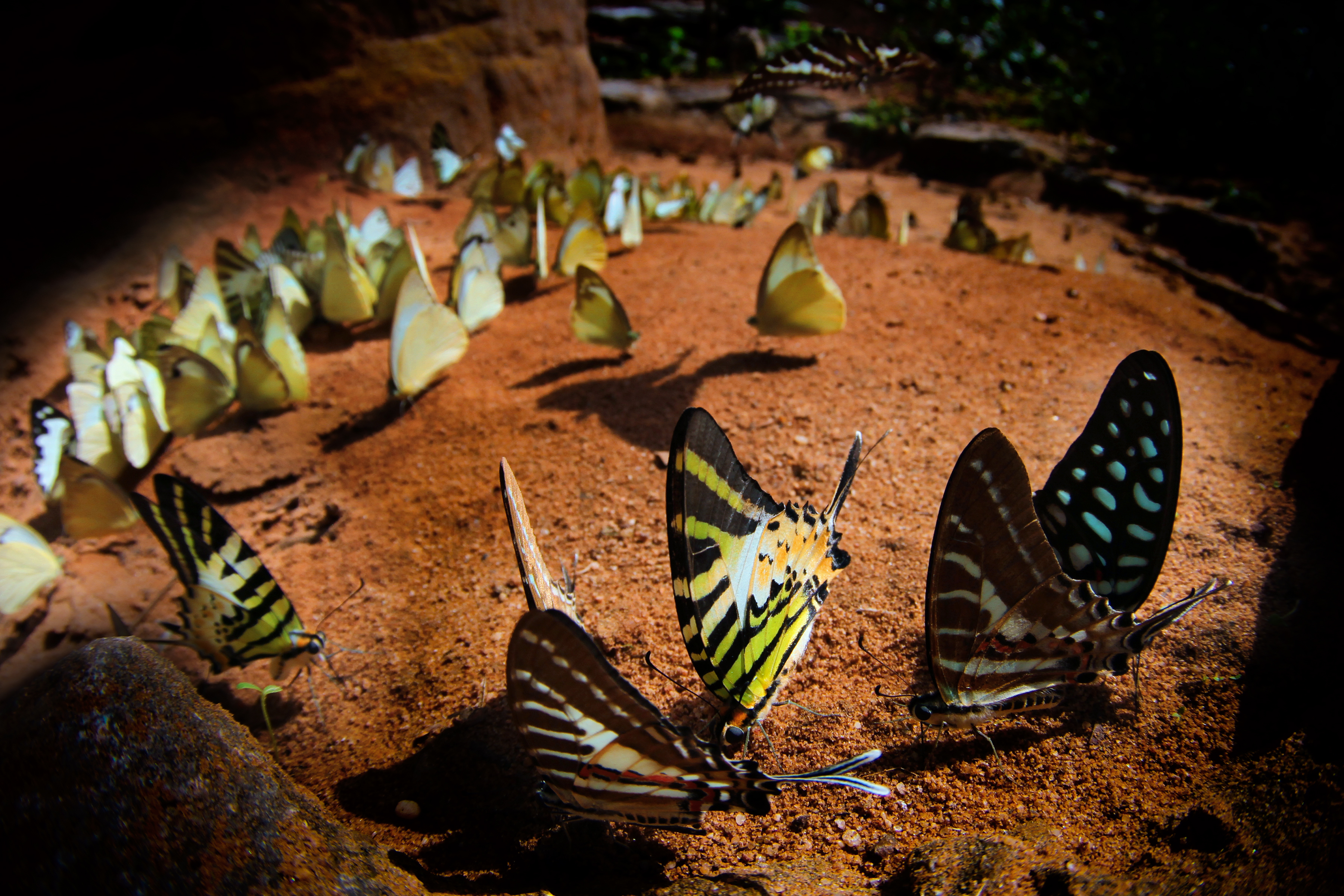
龐思達國家公園的一群蝴蝶
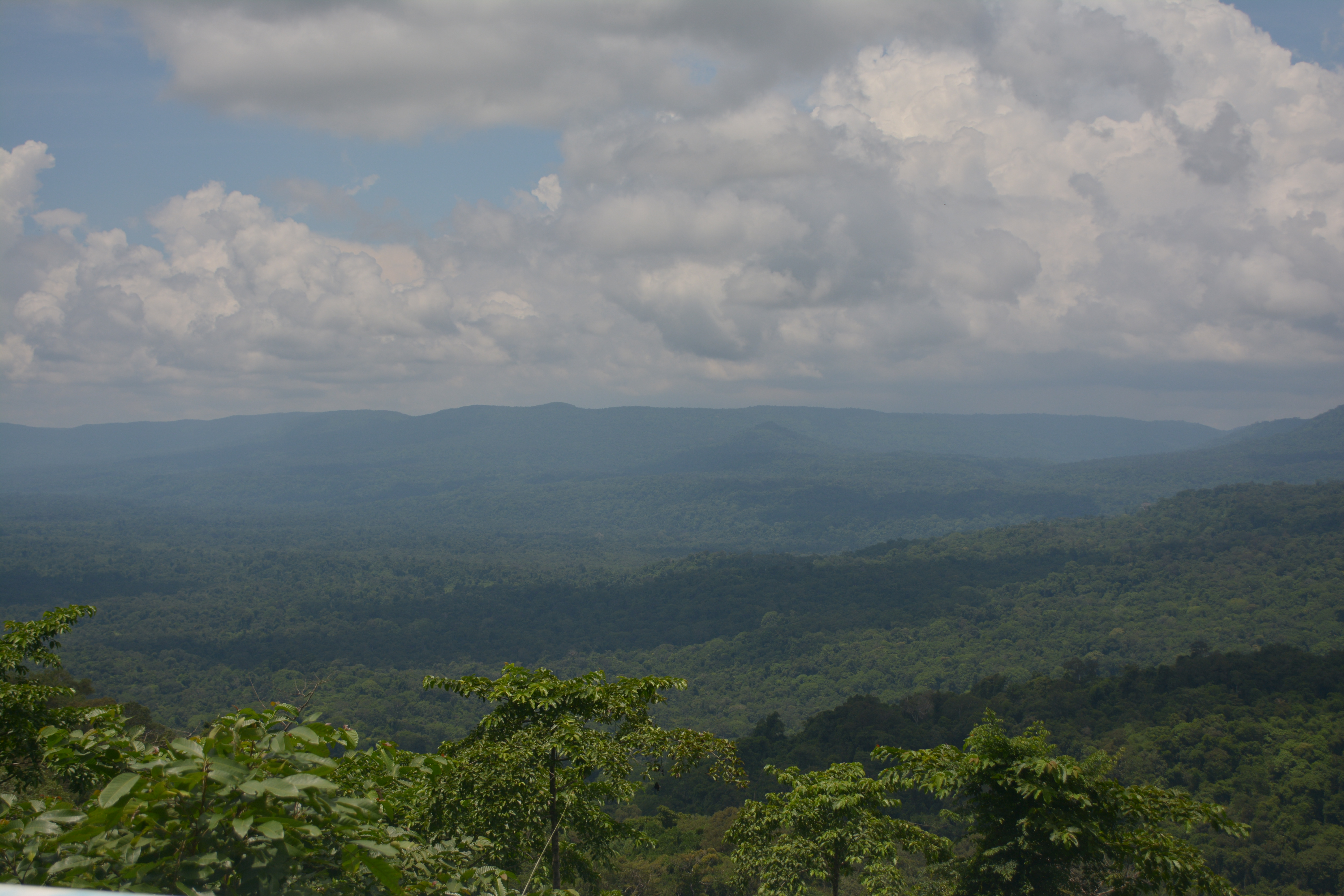
公園內景觀
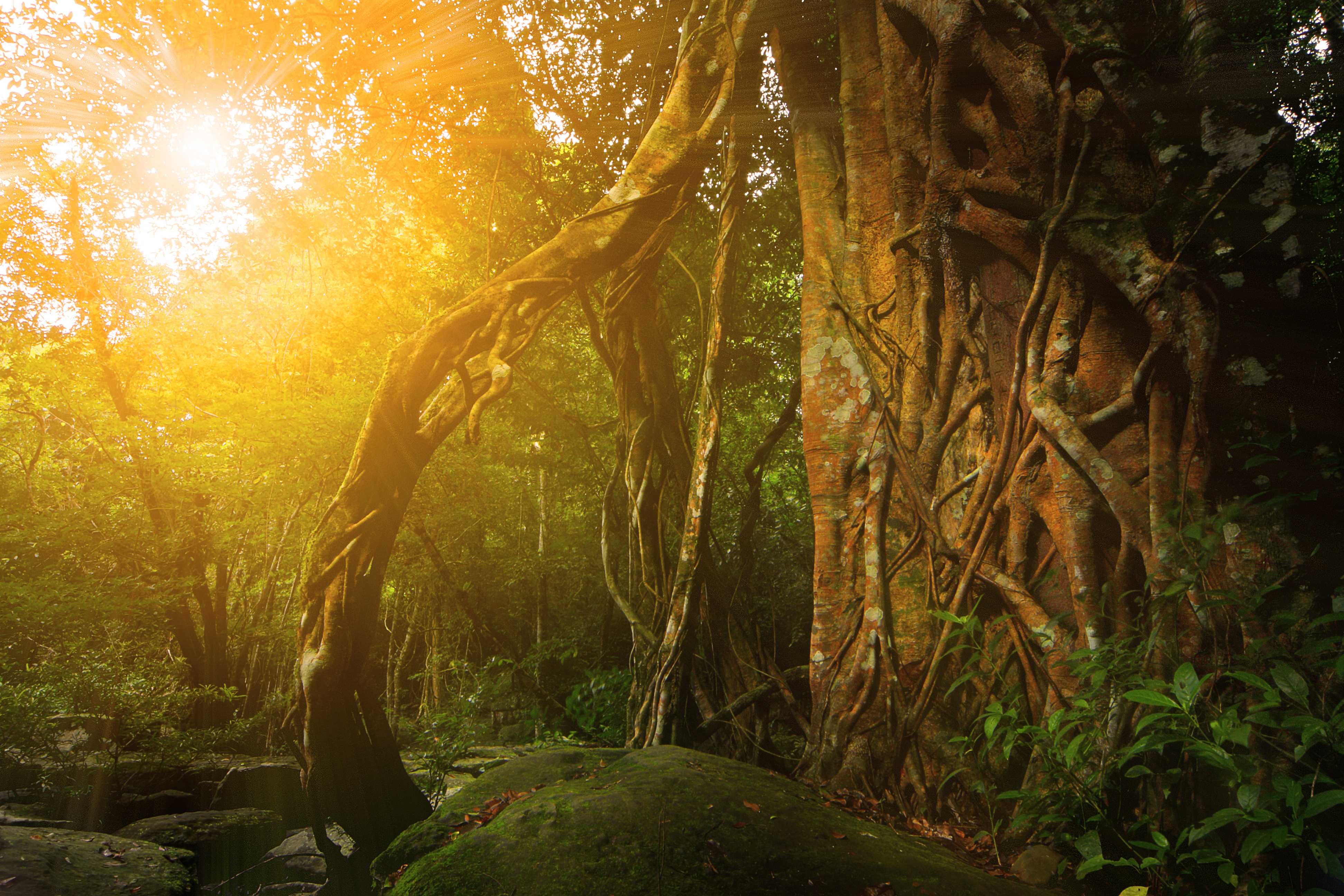
公園內景觀

## 外部連結
- （英文）Thai National Parks－龐思達國家公園 （页面存档备份，存于）
- （英文）泰國觀光局－龐思達國家公園 （页面存档备份，存于）